# Região metropolitana da Cidade de Ho Chi Minh
A Região metropolitana da Cidade de Ho Chi Minh é uma área metropolitana que foi proposta em junho de 2008 para aprovação do Governo do Vietname. A autoria do projeto é do Ministério da Construção do Vietname. De acordo com este plano, a área metropolitana da Cidade de Ho Chi Minh pode incluir províncias em torno da Cidade de Ho Chi Minh, tais como Dong Nam Bo e Tay Nam Bo. Esta área metropolitana tem atualmente uma área de 30.404 km quadrados, com um raio de 150 a 200 km e uma população de aproximadamente 20 a 22 milhões de habitantes.